# Aioloceras
Aioloceras – rodzaj amonitów.
Żył w okresie kredy (alb).